# Edema pulmonar
Edema pulmonar (do grego οἴδημα, transbordar) é o acúmulo de fluido nos pulmões diminuindo a eficiência das trocas gasosas (O2 e CO2) podendo resultar em insuficiência respiratória. É uma das emergências médicas mais frequentes e pode ser fatal em poucas horas. É uma consequência comum de problemas cardíacos, vasculares ou por distúrbios da pressão pulmonar.

## Causas
O edema agudo de pulmão surge de forma abrupta, frequentemente como complicação de uma insuficiência cardíaca congestiva, taquicardia ou taquiarritmia, infarto agudo do miocárdio extenso com comprometimento grave da função ventricular esquerda ou estágios terminais de neoplasias.
Também pode ser causado por obstrução das vias respiratórias gerando aumento da pressão pulmonar para mais de 25mmHg (o normal é 15mmHg) e drenagem do plasma sanguíneo dos capilares pulmonares. Além disso, pode ter causas neurológicas que prejudiquem a regulação da respiração pelo centro pneumotáxico como uma convulsões ou neurotoxina.

### Problemas cardíacos
O edema pulmonar cardiogênico ocorre pela incapacidade do coração em receber todo o volume de sangue que o pulmão normalmente drena pelas veias pulmonares para manter suas atividades de troca de gás carbônico por oxigênio. Dessa forma pode ser consequência de:
- Infarto do miocárdio ou outra cardiomiopatia;
- Problemas das válvulas cardíacas, como Estenose mitral ou estenose aórtica.
- Arritmia ou hipertensão;

### Não-cardíacos
O edema pulmonar também pode ser causada por:
- Inalar muita fumaça;
- Drogas ilegais como cocaína e heroína;
- Alguns quimioterápicos;
- Alta altitude;
- Pneumonia;
- Síndrome de angústia respiratória do adulto;
- Afogamento;
- Insuficiência renal:
- Estreitamento das artérias que levam sangue para os rins;
- Ferimento grave.

## Sinais e sintomas
O principal sintoma do edema pulmonar obviamente é a dificuldade de respiração, causando incapacidade do paciente de permanecer deitado, mas também pode incluir:
- Tosse com sangue (classicamente rosa e espumosa),
- Suor excessivo (sudorese),
- Muita ansiedade,
- Tonteira,
- Palidez,
- Inchaço nas pernas;
- Dedos e lábios azulados (cianose);
- Pressão arterial elevada.

## Tratamento
O tratamento tem três objetivos: em primeiro lugar, melhorar a função respiratória, que é o mais urgente; em segundo lugar, tratar a causa subjacente, que no caso de pneumococos pode ser feito com antibióticos e em terceiro lugar, evitar maiores danos ao pulmão. Caso não tratado nas primeiras horas o edema pulmonar, especialmente no quadro agudo, pode levar à insuficiência respiratória e cardíaca, frequentemente fatal. Quando o problema é insuficiência cardíaca, medicamentos inotrópicos positivos são usados para melhorar a contratilidade do coração, como os digitálicos. Em casos graves também pode ser necessário ventilação mecânica.
O tratamento depende da causa, mas baseia-se na maximização da função respiratória com máscaras de oxigênio, geralmente usando entubamento e ventilação mecânica e no controlo da situação patológica que o originou. Diuréticos também podem ajudar a diminuir o problema a médio prazo, especialmente quando há inchaço das pernas.